# Joe Hajos

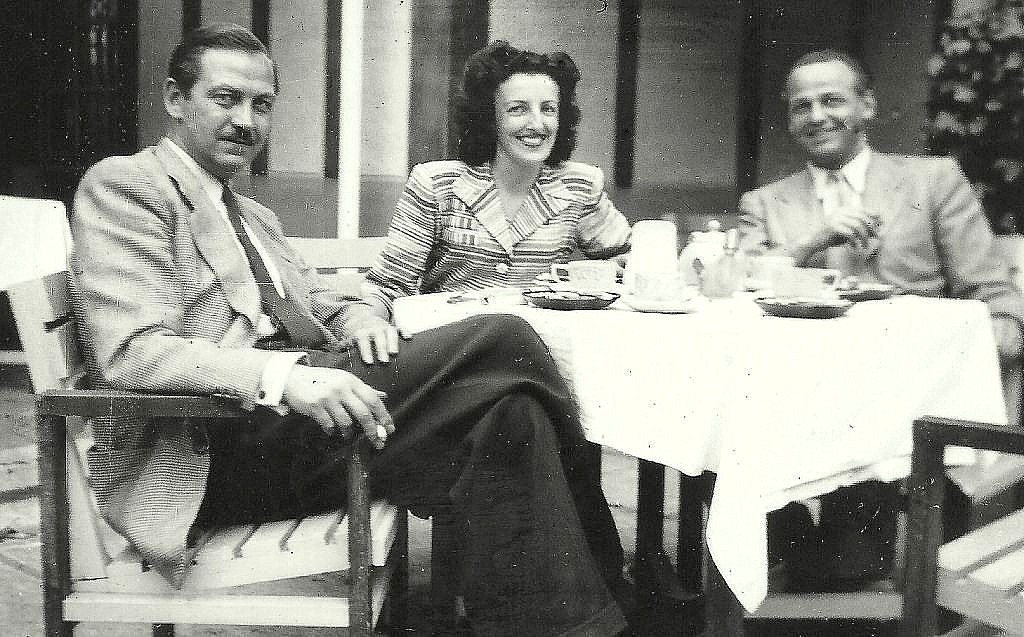
Joe Hajos (rechts) mit Irène Élisabeth Reinert und Gérard Carlier 1946

Joe Hajos, gebürtig József Hajós (* 10. März 1907 in Melenci (deutsch: Melenze), Österreich-Ungarn; † 26. Oktober 1984 in Eaubonne, Frankreich) war ein ungarischer Filmkomponist, Kapellmeister und Unterhaltungsmusiker.

## Leben
József Hajós stammte aus der ungarischen Provinz. Seine künstlerische Ausbildung erhielt er an der Musikhochschule in Wien. 1928 ging Hajos nach Berlin und begann dort als Pianist und Kapellmeister zu arbeiten. Nebenher schrieb er auch einzelne Lieder für Joseph Schmidt. Sein erster Erfolg als Komponist wurde 1930 der Schlager 'Wissen Sie, dass Ungarisch sehr schwer ist?'. Im Oktober 1931 gewann er einen Schlagerwettbewerb an der Berliner Scala mit dem Lied 'Ich hab Dich einmal geküßt'. Im selben Jahr begann Hajos auch als Filmkomponist zu arbeiten und besaß mit 'Joe Hajos und seine zwölf Solisten' seine eigene Kapelle.
1933 musste Hajos wegen seines jüdischen Glaubens infolge der Machtergreifung aus Deutschland fliehen. Er kehrte zunächst in die alte Heimat zurück und übersiedelte im Jahr darauf nach Paris. Dort begann Joe Hajos mit einer Komposition für die Buster-Keaton-Komödie „Le roi des Champs-Elysées“ regelmäßig für den Film zu komponieren. Im Jahr darauf arbeitete Hajos auch mit dem deutschen Emigranten Paul Dessau zusammen. Am Vorabend des Zweiten Weltkriegs kehrte Hajos nach Budapest zurück, blieb aber für die gesamte Kriegsdauer vom Filmgeschäft ausgeschlossen. Gleich nach Kriegsende kehrte Joe Hajos nach Frankreich zurück, wo er seine Arbeit beim dortigen Film fortsetzte. 1950 bearbeitete er die Musik zu Max Ophüls’ Reigen-Version, im Jahr darauf war Hajos an der Komposition zu Pläsier, einer Inszenierung desselben Regisseurs, beteiligt. 1954 stellte er seine Filmtätigkeit weitgehend ein. Ausnahme war bezeichnenderweise der in Ungarn spielende "Mathias Sandorf".

## Filmografie
- 1931: Kreuzworträtsel (Kurzfilm)
- 1932: Strafsache van Geldern
- 1932: Kitty schwindelt sich ins Glück
- 1933: Mindent a nőért!
- 1934: Le roi des Champs-Elysées
- 1935: Schlafwagen Paris-Toulon (Fanfare d‘amour)
- 1935: Taras Boulba (Tarass Boulba) (auch brit. Vers. The Rebel Son)
- 1936: 27, rue de la Paix
- 1937: Die Lüge der Nina Petrowna (Le mensonge de Nina Petrovna)
- 1938: L‘inconnue de Monte Carlo (auch ital. Vers. La signora di Montecarlo)
- 1939: Le Danube bleu
- 1939: Coups de feu
- 1939: Hölgyek előnyben (auch Drehbuch)
- 1945: La femme fatale
- 1945: Und sowas nennt sich Detektiv (L’insaissable Frédéric)
- 1946: L'éventail
- 1947: Alarm in San Juano (Cargaison clandestine)
- 1947: Émile l’africain
- 1948: Urteil einer Nacht (Nuit blanche)
- 1948: Die Nacht der Liebe (Ainsi finit la nuit)
- 1949: Casimir (Casimir)
- 1950: Unterwelt von Paris (Le traqué)
- 1950: Dein Weg ist Dir bestimmt (Quai de Grenelle)
- 1950: Der Reigen (nur Bearbeitung)
- 1950: Verträumte Tage
- 1951: Fünf Mädchen und ein Mann (A Tale of Five Cities)
- 1951: Pläsier
- 1953: Ein Akt der Liebe (Act of Love)
- 1962: Die Zitadelle von San Marco (Mathias Sandorf)
- 1965: Les Aventures de Saturnin (Fernsehserie)